# ضرعاء عارية
ضرعاء عارية (الاسم العلمي:Mammillaria nuda) هي نوع غير مؤكد من النباتات يتبع جنس الضرعاء من الفصيلة الصبارية.